# Exetastes fukuchiyamanus
Exetastes fukuchiyamanus là một loài tò vò trong họ Ichneumonidae.